# Elektro-L

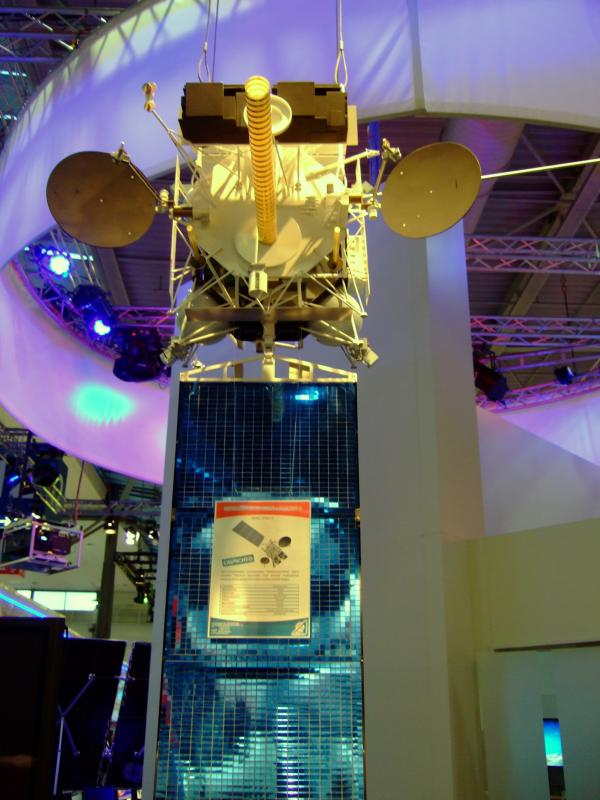
Um modelo do Elektro-L na CeBIT de 2011.

Elektro–L (em russo:  Электро-Л) é a designação de uma nova geração de satélites meteorológicos desenvolvidos para a  Agência Espacial Federal Russa pela NPO Lavochkin.
O primeiro satélite dessa família, o Elektro–L 1, foi lançado em 20 de Janeiro de 2011 a partir da plataforma 45 do Cosmódromo de Baikonur, usando um foguete Zenit-2SB. Ele foi o primeiro satélite meteorológico russo que funcionou com sucesso numa órbita geoestacionária, e é atualmente, o segundo satélite meteorológico operacional russo.
Esses satélites, orbitam a 830 km de altitude, tem uma massa de cerca de 1.760 kg e são projetados para operar durante dez anos. Eles são capazes de produzir imagens de todo um hemisfério da Terra tanto nas frequências infravermelhas visíveis quanto nas invisíveis, gerando dados de alterações climáticas e monitoração dos oceanos além da sua missão primária de previsão do tempo.